# Nannophryne apolobambica
Nannophryne apolobambica är en groddjursart som först beskrevs av De la Riva, Ríos och James Aparicio 2005.  Nannophryne apolobambica ingår i släktet Nannophryne och familjen paddor. IUCN kategoriserar arten globalt som otillräckligt studerad. Inga underarter finns listade i Catalogue of Life.